# Garcinia timorensis
Garcinia timorensis là một loài thực vật có hoa trong họ Bứa. Loài này được Zipp. ex Span. mô tả khoa học đầu tiên năm 1841.